# Нійло Косола
Нійло Вільхо Косола (фін. Niilo Kosola; 22 лютого 1911, Лапуа — 15 березня 1996, Лапуа) — фінський фермер і політик, який представляв Національну коаліцію.
Косола був членом парламенту з 1951 по 1970 рік, міністром сільського господарства з 1958 по 1959 рік і другим заступником спікера парламенту з 1964 по 1965 рік. Косола був членом муніципальної ради свого рідного міста Лапуа в 1953-1959 роках.
Під час політичної кар’єри Косола також був заступником голови коаліції та головою своєї регіональної організації.

## Кар'єра і життя

### Навчання
Косола отримав атестат у 1930 році. За цивільною діяльністю Косола був фермером у своєму рідному місті Лапуа з 1936 року. У 1937 році отримав спеціальність агронома. Косола також працював секретарем і радником в Асоціації розведення коней Південної Остроботнії з 1930-х до 1950-х років. 

### Політична кар'єра
Вперше обраний до парламенту на виборах 1951 року від північного виборчого округу Вааса. Обрирався депутатом загалом на п'яти виборах. У 1964–1965 роках перебував на посаді другого заступника спікера парламенту. Був членом парламенту до 1970 року.

### Скандал із "сірниковим голосуванням"
Косола разом зі своїм однопартійцем Тууре Юннілою та  Лаурі Соллою спричинили т.зв. парламентський скандал 1954 року, який привернув найбільшу увагу, з "сірниковим голосуванням". На пленарному засіданні, яке тривало в ніч з 12 на 13 лютого, під час голосування щодо численних поправок, внесених до бюджету SKDL щодо соціальних видатків, тріо вклинило свої кнопки голосування сірником, щоб показати безперервне голосування проти, щоб вони могли піти з сесійної зали до парламентської їдальні після втоми від «марафону голосування». Голова К.-А. Фагергольм виніс догану та попередження Косолі, Юннілі та Соллі.

### Як міністр
Косола перебував міністром сільського господарства від серпня 1958 р. до січня 1959 р., загалом 138 днів.

### Як президентський виборник
Косола тричі обіймав посаду виборця президента, у 1956, 1962 та 1968 роках. За власною оцінкою Урго Кекконена, Косола віддав вирішальний голос на президентських виборах 1956 року, на яких Кекконен переміг із 151 проти 149 голосів. За словами Кекконена, Косола показав йому свій виборчий квиток.

## Приватне життя і нагороди
Нійло Косола був сином Вигторі Косоли, лідера руху Лапуа. У 1937 році він одружився з Ілмою Інкері Венною.
Звання сільськогосподарського радника Косолі присвоєно в 1977 році.